# Christian Bohr
Christian Harald Lauritz Peter Emil Bohr (ur. 14 lutego 1855 w Kopenhadze, zm. 3 lutego 1911 tamże) – duński lekarz i fizjolog, ojciec fizyka i laureata Nagrody Nobla Nielsa Bohra, a także matematyka i piłkarza Haralda Bohra oraz dziadek fizyka i laureata Nagrody Nobla Aage Bohra.

## Życiorys
Napisał swój pierwszy artykuł naukowy „Om salicylsyrens indflydelse på kødfordøjelsen” („O wpływie kwasu salicylowego na trawienie mięsa”) w wieku 22 lat. Dyplom lekarza uzyskał w 1880 r. W 1881 r. ożenił się on z Ellen Adler. Studiował pod kierunkiem Carla Ludwiga na Uniwersytecie w Lipsku, doktoryzował się w fizjologii i został mianowany profesorem fizjologii na Uniwersytecie w Kopenhadze w 1886 roku.
Christian Bohr jest pochowany na cmentarzu Assistens Kirkegård w Kopenhadze.

## Fizjologia
W 1891 jako pierwszy scharakteryzował przestrzeń martwą.
W 1904 roku Christian Bohr opisał zjawisko, zwane obecnie efektem Bohra, w którym jony wodoru i dwutlenek węgla heterotopowo zmniejszają powinowactwo wiązania tlenu przez hemoglobinę. Ta regulacja zwiększa wydajność uwalniania tlenu przez hemoglobinę w tkankach, takich jak tkanka mięśniowa, gdzie szybki metabolizm wytworzył stosunkowo wysokie stężenia jonów wodorowych i dwutlenku węgla.